# Turhal Özdal

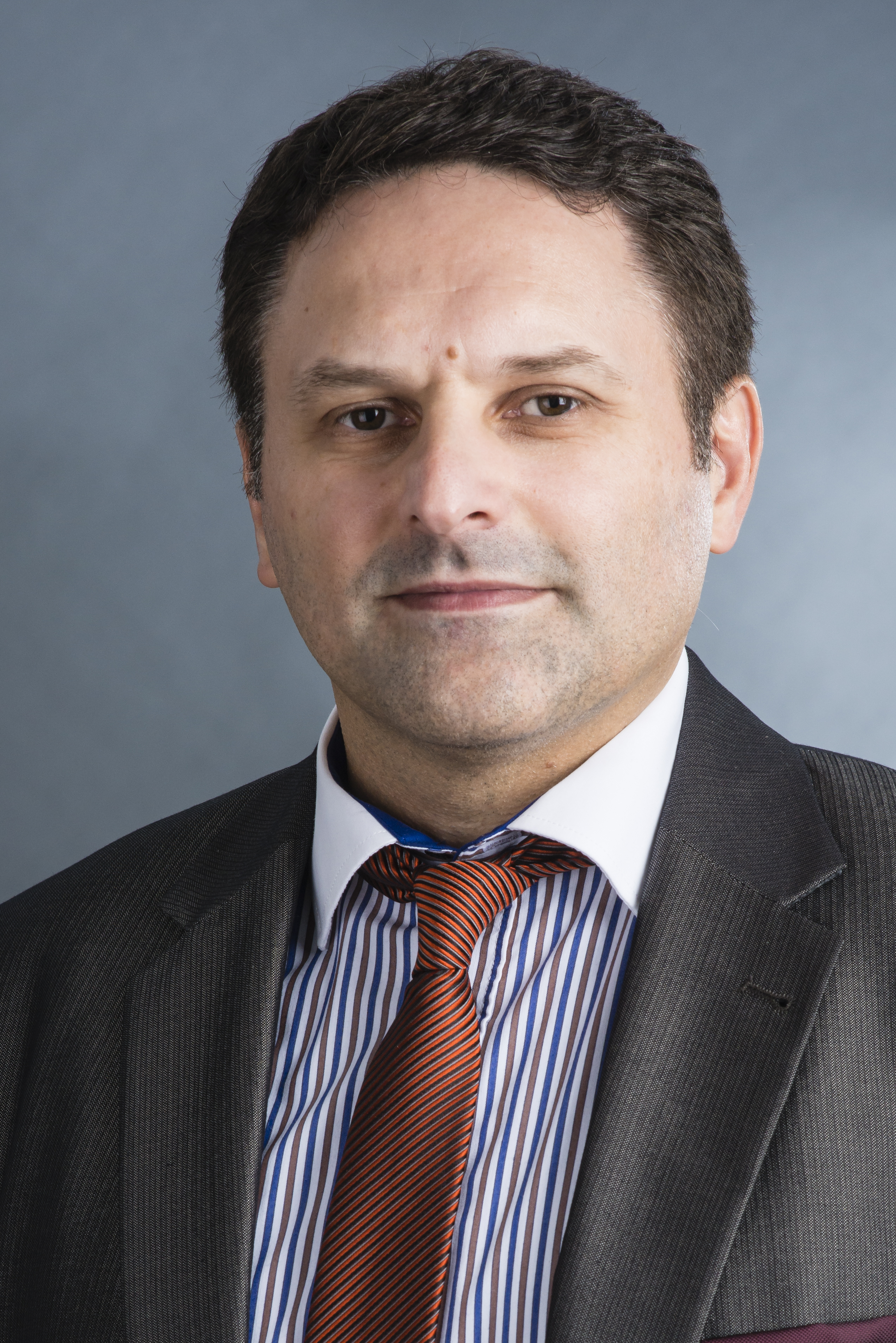
Turhal Özdal 2015

Turhal Özdal (* 3. August 1972 in Bietigheim):51 ist ein deutscher Politiker (CDU, zuvor Grüne). Er war von 2015 bis 2019 Abgeordneter der Bremischen Bürgerschaft.

## Biografie

### Familie, Ausbildung und Beruf
Özdal wuchs in Bremen auf und besuchte dort die Schule bis zum Abitur. Im Anschluss studierte er Rechtswissenschaften an der Universität Bremen, bestand das Erste Juristische Staatsexamen und war danach als Referendar in Niedersachsen tätig. Nach dem Zweiten Juristischen Staatsexamen wurde er als Rechtsanwalt zugelassen. Er arbeitet als selbstständiger Rechtsanwalt mit Büros in Bremen und in Bremerhaven.
Özdal ist verheiratet und hat ein Kind.
Er wohnt in Bremerhaven-Mitte.

### Politik
Özdal war Mitglied der Grünen in Bremerhaven. Er wurde 2015 zum Stadtverordneten in Bremerhaven und als Bremerhavener Abgeordneter in den Bremer Landtag gewählt. Nach Meinungsverschiedenheiten in der weiteren politischen Ausrichtung trat er am 15. Februar 2016 bei den Grünen aus und wechselte zur CDU. Özdal trat der CDU am 1. März 2016 bei.

Özdal war vertreten im
Wahlprüfungsgericht (stellvertretendes Mitglied),
Ausschuss für Angelegenheiten der Häfen im Lande Bremen (Mitglied),
Ausschuss für Bundes- und Europaangelegenheiten, internationale Kontakte und Entwicklungszusammenarbeit (stellvertretendes Mitglied),
Haushalts- und Finanzausschuss (Land) (stellvertretendes Mitglied),
Petitionsausschuss (Land) (Mitglied),
Rechtsausschuss (Mitglied),
Richterwahlausschuss (stellvertretendes Mitglied) und in der
Staatlichen Deputation für Wirtschaft, Arbeit und Häfen (Mitglied). Er war zuletzt im Haushalts- und Finanzausschuss und im Rechtsausschuss im Bremer Landtag für die CDU-Fraktion tätig.